# Campeonato de España de Ciclismo en Ruta 1918
El XVIII Campeonato de España de Ciclismo en Ruta se disputó en Sevilla el 2 de junio de 1918 sobre un recorrido de 100 kilómetros.
El ganador de la prueba fue Simón Febrer, que se impuso en solitario en la línea de llegada. Juan Martínez y Miguel Colchón completaron el podio.

## Clasificación final
| Pos. | Ciclista         | Equipo | Tiempo    |
| ---- | ---------------- | ------ | --------- |
| 1.   | Simón Febrer     |        | 3h 44'26" |
| 2.   | Juan Martínez    |        | a 10'47"  |
| 3.   | Miguel Colchón   |        | a 14'29"  |
| 4.   | Miguel Folgado   |        | a 23'15"  |
| 5.   | Guillermo Antón  |        | a 24'49"  |
| 6.   | Leoncio Martínez | -      | a 25'19"  |
| 7.   | Miguel García    |        | a 30'00"  |